# SSFA2
SSFA2‏ (Sperm specific antigen 2) هوَ بروتين يُشَفر بواسطة جين SSFA2 في الإنسان.